# Willy Schmidt (Politiker, 1891)
Willy Schmidt (* 9. Dezember 1891 in Nordstemmen; † 21. Juni 1950 ebenda) war ein deutscher Politiker (NSDAP).

## Leben
Schmidt arbeitete nach einer Fleischerlehre und bestandener Meisterprüfung als Fleischermeister in Nordstemmen. Er war Obermeister der Fleischerinnung des Kreises Gronau, Präsident der Handwerkskammer Hildesheim und Vizepräsident des Nordwestdeutschen Handwerkerbundes. Zunächst wurde er Vorstandsmitglied und im Juli 1933 schließlich Vorsitzender des Deutschen Fleischerverbandes.
Während der Zeit der Weimarer Republik trat Schmidt in die NSDAP ein (Mitgliedsnummer 722.372), für die er seit 1931 als Gaufachredner und seit 1932 als Reichsfachredner agierte. Er gehörte seit 1929 dem Hannoverschen Provinziallandtag an und war von 1932 bis zur Auflösung der Körperschaft im Herbst 1933 Abgeordneter des Preußischen Landtages. Im Parlament vertrat er den Wahlkreis 16 (Südhannover-Braunschweig). Außerdem war er Mitglied der Schutzstaffel (Mitgliedsnummer 276.695).